# Bothrocarina
Bothrocarina is een geslacht van straalvinnige vissen uit de familie van puitalen (familie) (Zoarcidae).

## Soorten
- Bothrocarina microcephala (Schmidt, 1938)
- Bothrocarina nigrocaudata Suvorov, 1935